# 제67회 미국 감독 조합상
제67회 미국 감독 조합상은 2014년 뛰어난 활동을 보인 영화 감독을 기리기 위해 2015년 2월에 열린 시상식이다.

## 수상 및 후보

### 감독상(영화부문)
- 버드맨 - 알레한드로 곤잘레스 이냐리투 수상
- 그랜드 부다페스트 호텔 - 웨스 앤더슨
- 아메리칸 스나이퍼 - 클린트 이스트우드
- 보이후드 - 리처드 링클레이터
- 이미테이션 게임 - 모튼 틸덤

### 감독상(TV정기편성부문)
- The Tonight Show Starring Jimmy Fallon - DAVE DIOMEDI 수상
- 리얼 타임 위드 빌 마허 - PAUL G. CASEY
- 콜버트 리포트 - 짐 호스킨슨
- 새터데이 나잇 라이브 - 돈 로이 킹
- 더 데일리 쇼 위드 존 스튜어트 - 척 오닐

### 감독상(특별부문)
- The 68th Annual Tony Awards - 글렌 웨이스 수상
- The 86th Annual Academy Awards - 해미쉬 해밀턴
- The 37th Annual Kennedy Center Honors - 루이스 J. 호빗츠
- Billy Crystal: 700 Sundays - 데스 맥키너프
- RICH RUSSO - Super Bowl XLVIII
- Steve Austin's Broken Skull Challenge - 애덤 버트리

### 감독상(드라마시리즈)
- 홈랜드 시즌4 - 레슬리 링카 글래터 수상
- 홈랜드 시즌4 - 다니엘 아티아스
- 하우스 오브 카드 시즌2 - 조디 포스터
- 트루 디텍티브 - 캐리 후쿠나가
- 왕좌의 게임 4 - 알렉스 그레이브스

### 감독상(미니시리즈)
- Olive Kitteridge - 리사 촐로덴코 수상
- 피터 팬 라이브! - ROB ASHFORD 외 1명
- Houdini - 울리히 에델
- 더 노멀 하트 - 라이언 머피
- 더 트립 투 바운티풀 - 마이클 윌슨

### 감독상(코미디시리즈)
- Transparent - 질 솔로웨이 수상
- 루이 4 - 루이스 C.K.
- 오렌지 이즈 더 뉴 블랙 - 조디 포스터
- 실리콘 밸리 - 마이크 저지
- 모던 패밀리 5 - 게일 맨쿠소

### 감독상(리얼리티쇼)
- The Chair - ANTHONY B. SACCO 수상
- The Quest - 버트램 반 먼스터 외 2명
- 도전! FAT 제로 - 닐 드그루
- 탑 쉐프 - STEVE HRYNIEWICZ

### 감독상(어린이프로그램)
- 100 Things To Do Before High School, 'Pilot' - 조나단 저지 수상
- 완벽남의 조건 - 폴 호엔
- American Girl: Isabelle Dances Into The Spotlight - VINCE MARCELLO
- Sesame Street - 조셉 마짜리노
- Saving My Tomorrow - 아미 샤츠

### 감독상(다큐멘터리부문)
- 시티즌포 - 로라 포이트러스 수상
- 킬 팀 - 단 클라우스
- 비비안 마이어를 찾아서 - 존 말루프 외 1명
- 더 오버나이터스 - 제시 모스
- 브룽가 - 올란도 폰 아인지델

### 감독상(광고부문)
- 니콜라 퓰시 수상
- 로린 그린필드
- 브렌던 맬로이 외 1명DANIEL MERCADANTE 외 1명노암 머로

### 공로상
- 제임스 버로스 수상
- 로버트 버틀러 수상

### 프랑크 카프라 상
- 필립 M. 골드파브 수상

### 프랭크린 J. 샤프너 상
- JULIE GELFAND 수상